# Битка код Аскалона (1099)
Битка код Аскалона одиграла се 12. августа 1099. и често се сматра последњом битком Првог крсташког рата.
Војска фатимидског Египта је кренула да преотме Јерусалим од крсташа. Далеко бројнија фатимидска војска је тешко поражена. Због свађе међу вођама крсташа сам Аскалон је остао у рукама Фатимида као одскочна даска за инвазије током следећих 50 година.
После те битке већина крсташа се вратила у Европу, јер је остварен циљ Првог крсташког рата.

### Увод
Крсташи су преговарали са Фатимидима током марша према Јерусалиму, али није се с њима могао постићи задовољавајући компромис. Фатимиди су пристајали да крсташима предају Сирију, али не и Палестину, што је крсташима неприхватљиво, јер њихов циљ је ослобађање Светог гроба у Јерусалиму. Крсташи су ослободили Јерусалим 15. јула 1099. након дуге опсаде. Фатимидска армија је кренула из Египта да поврати Јерусалим.
Готфрид Бујонскије именован 22. јула Чуваром Светог Гроба, а Арнулф Чокски је именован 1. августа патријархом Јерусалима. Арнулф Чокски открива 5. августа реликвију Истински крст, на коме је био разапет Христ. Петар Пустињак је предводио процесије католика и православаца кроз Јерусалим.

### Готфрид Бујонски иде у сусрет фатимидској војсци
Фатимидски амбасадори долазе у Јерусалим захтевајући од крсташа да напусте Јерусалим. Готфрид Бујонски је одвео крсташе 10. августа према Аскалону усусрет фатимидској војсци. Са Готфридом су пошли Роберт Фландријски и латински патријарх Арнулф Чокски. Ремон Тулуски и Роберт Нормандијски су остали, а Готфриду се придружују тек на потврду доласка египатске фатемидске војске. Близу Рамале срећу Танкреда Галилејског и Еустасија Бујонског.
На челу крсташке војске патријарх Арнулф Чокски носио је Истински крст.

## Битка

### Бројно стање
Фатимиде је предводио везир Ал Афдал Шаханшах, који је предводио вероватно 50.000 војника (постоје процене од 20.000 до 200.000). У тој војсци су се налазили Турци Селџуци, Арапи, Персијанци, Јермени, Курди и Етиопљани. Намеравали су да опседају крсташе у Јерусалиму, иако су пошли без опсадних справа.
Не зна се тачан број крсташа, али Ремон Агиљерски је навео да је било 1.200 витезова и 9.000 пешадинаца.

### Фатимидска војска није свесна да су крсташи кренули према њима
Везир Ал Афдал је поставио логор у долини ван Аскалона, припремајући се да настави према Јерусалиму и да опседа крсташе у Јерусалиму, несвестан да су крсташи на путу према његовој војсци.
Крсташи налазе 11. августа волове, овце, камиле и козе, намењене исхрани фатимидске војске. Нашли су их како пасу око града. Према ономе што су рекли заробљеници, животиње су ту допремљене да би се крсташи охрабрили да крену около у пљачку, чиме би ослабили Јерусалим. Ипак везир Ал Афдал још увек није знао да су крсташи близу и није их ни очекивао.
Ујутро 12. августа извиђачи су известили где се налази фатимидска војска и крсташи су кренули у сусрет фатимидској војсци. Крсташи су се организовали у 9 група. Готфрид Бујонски је предводио лево крило, Ремон десно, а Танкред, Еустак, Роберт Нормандијски и Гастон су били у центру.

### Велика победа крсташа над далеко бројнијом војском
Према већини извора, и крсташких и муслиманских, Фатимиди су били ухваћени неспремни за битку и битка је кратко трајала.
Две стране су се најпре бориле стрелама, док нису пришли близу једни другима. Етиопљани су напали центар крсташке борбене линије, а фатимидска предња линија је успела заобићи крсташке бокове и опколити задње редове, док није дошао Готфрид Бујонски и спасио их.
Упркос томе што су били далеко бројнији од крсташа, војска везира Ал Афдала није била јака и опасна као Селџучка војска, коју су крсташи раније сретали. Битка је већ била готова, а да фатимидска тешка коњица још није ни ушла у битку.
Везир и његова војска су побегли до добро утврђеног града. Ремон је потиснуо део њих у море, а други су побегли на дрвеће, где су скинути стрелама. Многи су страдали при бегу до Аскалона. Везир Ал Афдал је оставио логор и благо у њему, које су заробили Роберт и Танкред. Не знају се крсташки губици, а Египћани су изгубили око 10.000 до 12.000 војника.

## Последице
Крсташи су провели целу ноћ у напуштеном логору, спремајући се за други напад, али следеће јутро су сазнали да се Фатимиди повлаче у Египат.
Вратили су се у Јерусалим 13. августа, а после прославе победе и Готфрид Бујонски и Ремон Тулуски полажу право на Аскалон. Кад је гарнизон у Аскалону сазнао за свађу, одбијају предају. После битке већина крсташа се враћа кући, јер је обављен главни циљ крсташког рата. У Јерусалиму је остало само неколико стотина витезова до краја године.
После су почели поново долазити нови витезови инспирисани успехом првог крсташког рата.
Аскалон је остао у рукама Фатимида и убрзо је допуњен новом војском. Аскалон је постао база за операције против Јерусалимског краљевства и многе битке су се ту водиле, док није коначно заузет 1153.